# Defesa pessoal
Golpe nos genitais.
Defesa pessoal, ou autodefesa (do inglês self-defense), é um conjunto de métodos que têm como finalidade neutralizar um ataque surpresa.

## Visão geral
As técnicas de defesa pessoal têm origem nas artes marciais tradicionais e foram adaptadas por pessoas comuns, para que estas pudessem defender-se de imprevistos no cotidiano.
Na defesa pessoal, utiliza-se técnicas simples e evita-se movimentos muito complexos.
Utiliza-se principalmente bloqueios, retenções e alavancas para dominar o adversário o mais rápido possível, encurtando o tempo de combate, com o objetivo de evitar riscos e deixar em segundo plano diferenças físicas.
A defesa com mãos nuas pode ser completada com armas próprias ou impróprias, que podem ser facas, PDW (Personal Defense Weapon - "arma de fogo para defesa pessoal") ou qualquer objeto que esteja acessível no momento do conflito (armas brancas).

## Âmbito civil
No âmbito civil, tenta-se dominar o adversário de maneira segura e sem provocar danos excessivos, devido à responsabilidade civil da ação defensiva, quando ultrapassa os limites da legítima defesa. A defesa pessoal é baseada nos fundamentos de alguns esportes e/ou artes marciais, como o judô, o aikido ou o karatê. O caráter principal da defesa pessoal é a recusa de força, podendo ser aplicado a oponentes de maiores dimensões ou com força muscular. É por essa razão que as técnicas básicas como os golpes únicos (que se executam contra o oponente com uma parte específica dos nossos corpos) como o uso da palma da mão, as articulações dos dedos e as partes macias ou golpes de joelho, passando as demais por técnicas mais profissionais como vários tipos de chutes; e também mais avançadas, como desequilíbrios ou imobilizações (que são usadas em defesa pessoal de polícia ou em modalidades esportivas como o karatê) são as aplicações compreendidas na defesa pessoal de um indivíduo.

## Âmbito militar
No âmbito militar, utilizam-se técnicas com maior poder ofensivo e letal, valendo-se também de armas. Algumas artes, a exemplo do systema (da Rússia) e do krav magá (de Israel), são de origem militar, mas se espalharam também para uso civil.
|                                                                                 |                                                       |                                                           |                                                                                                |
| Técnicas de defesa pessoal descritas em um manual da marinha de guerra italiana | Defesa com a palma de mão contra uma prova de agarrar | Defesa com um galho de árvore contra uma prova de agarrar | Demonstração de técnicas de defesa pessoal, a bordo de um navio da Marinha dos Estados Unidos. |